# Death Powder
Death Powder (デスパウダー?, Desu paudā, Lett. "Polvere mortale") è un film del 1986 diretto da Shigeru Izumiya.
Pellicola J-Horror ritenuta una delle prime espressioni del cinema cyberpunk giapponese.

## Trama
In una Tokyo del prossimo futuro, Guernica è un androide dalle fattezze femminili in grado di produrre una polvere mortale. Kiyoshi, uno dei tre ricercatori che hanno sviluppato il robot all'interno del progetto guidato dal dottor Loo, inala accidentalmente la polvere e comincia ad avere delle allucinazioni lisergiche. Vede scene del passato di Guernica e intuisce che Harima, un altro ricercatore, è innamorato di lei. Compaiono anche un gruppo di uomini sfigurati a causa del deterioramento incontrollato della loro pelle. Il corpo dello stesso Kiyoshi comincia a mutare, trasformandosi in un ammasso gelatinoso.

## Accoglienza

### Critica
Un film di durissima fruizione, ma una pedina fondamentale di una corrente sottile ma prepotente del nuovo cinema giapponese. (Michele Senesi)